# 189000 Alfredkubin
189000 Alfredkubin este un asteroid din centura principală de asteroizi.

## Descriere
189000 Alfredkubin este un asteroid din centura principală de asteroizi. A fost descoperit pe 9 mai 2008 la Gaisberg de Richard Gierlinger. Asteroidul prezintă o orbită caracterizată de o semiaxă mare de 2,36 ua, o excentricitate de 0,15 și o înclinație de 1,7° în raport cu ecliptica.